# Herreria glaziovii
Herreria glaziovii är en sparrisväxtart som beskrevs av Paul Lecomte. Herreria glaziovii ingår i släktet Herreria och familjen sparrisväxter. Inga underarter finns listade i Catalogue of Life.